# Wasyl Slipak

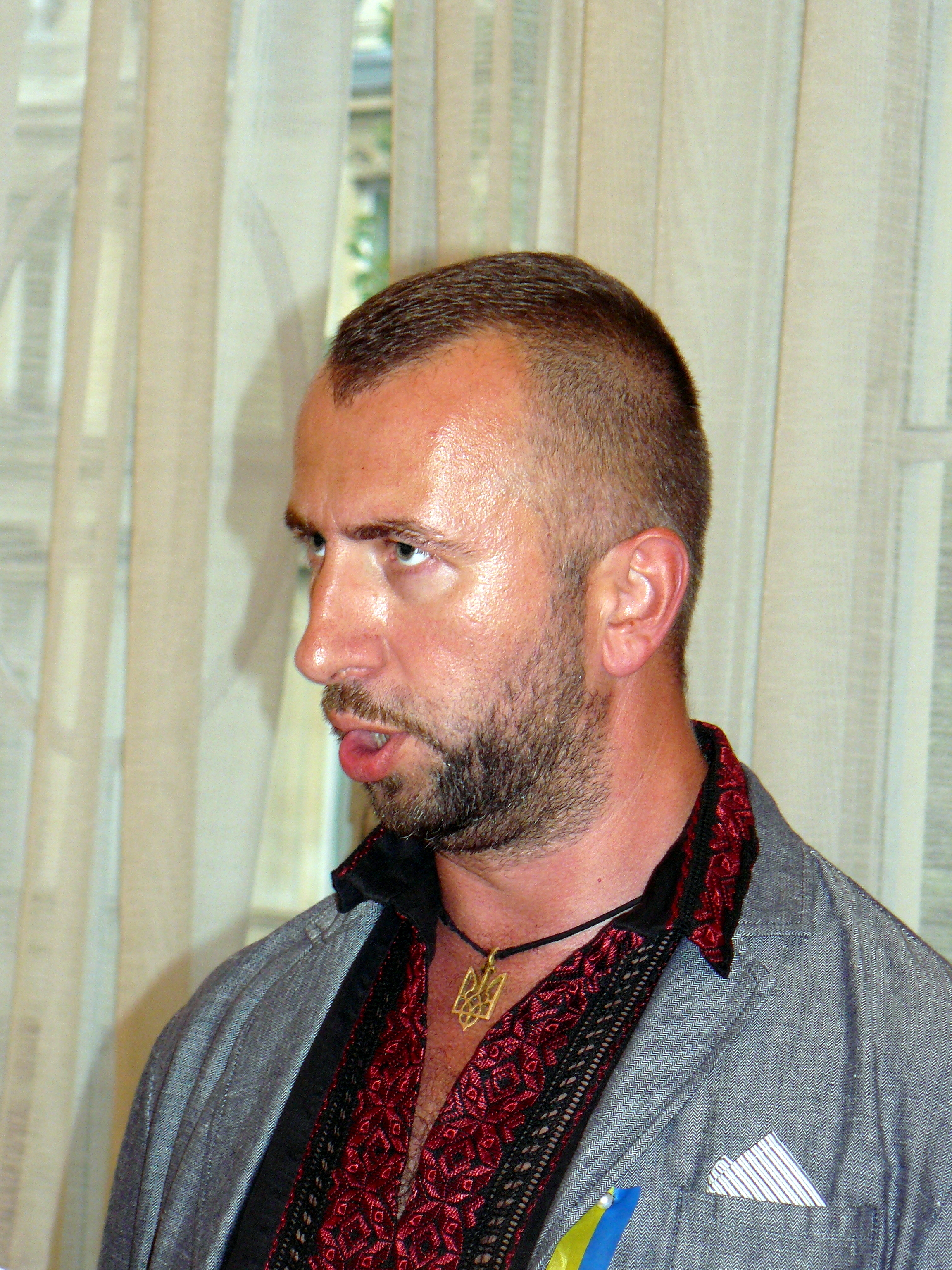
Wasyl Slipak w Centrum Kulturalno-Informacyjnym Ambasady Ukrainy we Francji, 27 czerwca 2014 r.

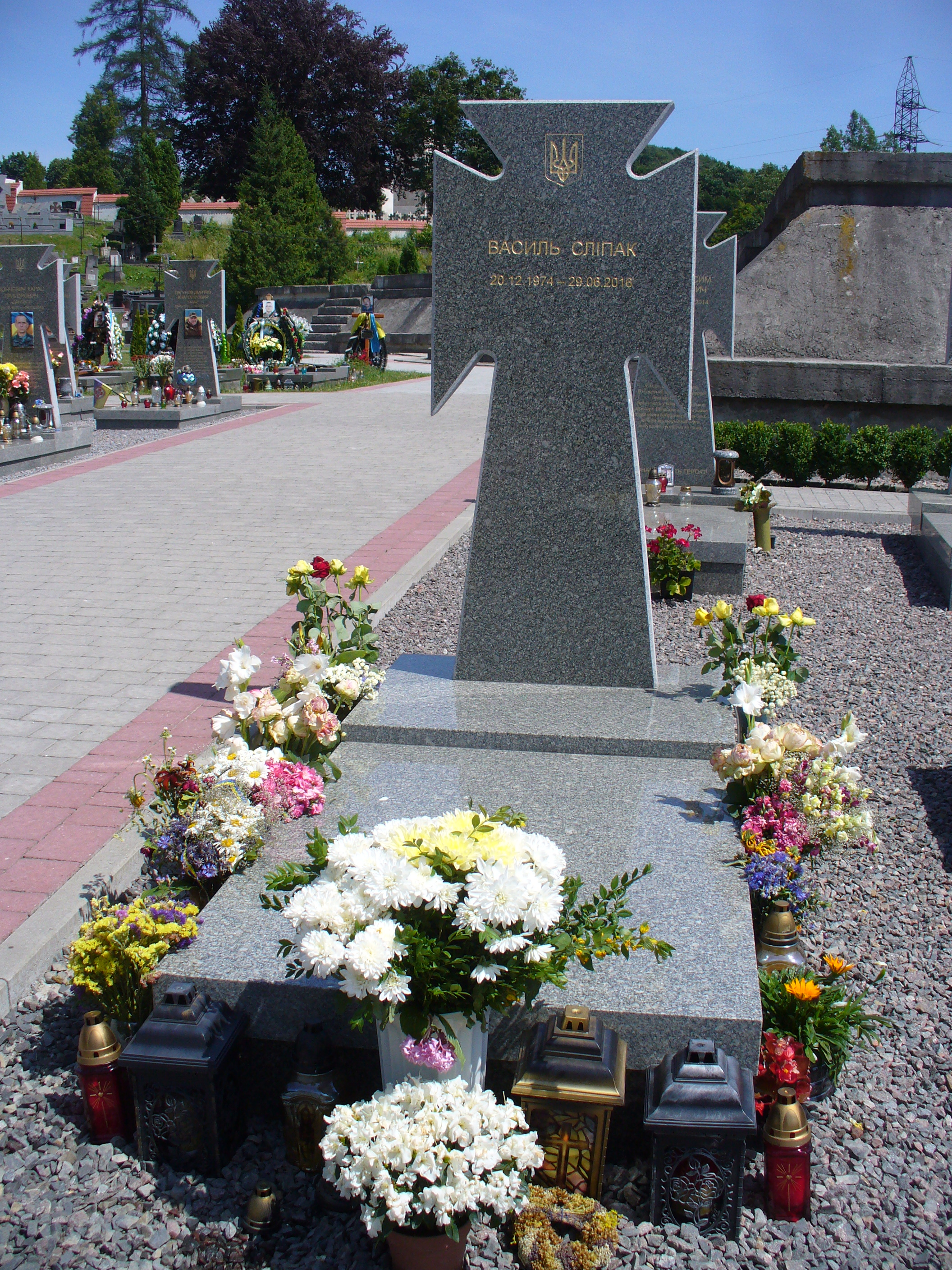
Pomnik na grobie Wasyla Slipaka.

Wasyl Jarosławowycz Slipak, ukr. Василь Ярославович Сліпак (ur. 20 grudnia 1974 we Lwowie, zm. 29 czerwca 2016) – ukraiński śpiewak operowy. 
Od 1994 często występował we Francji w takich miejscach jak Opéra Bastille. Za występ w operze Slipak otrzymał kilka nagród, w tym „Najlepszy występ męski” za piosenkę Toreador. Oprócz opery został pośmiertnie odznaczony tytułem Bohatera Ukrainy za pracę jako żołnierz-ochotnik.

## Kariera
Urodzony w 1974 r. we Lwowie, lubił śpiewać od dzieciństwa. W wieku 11 lat dołączył do lwowskiej grupy chórów dziecięcych Dudarik. Następnie kontynuował naukę w Konserwatorium Lwowskim. Podczas swojej edukacji wziął udział w konkursie wokalnym we francuskim mieście Clermont-Ferrand, wygrywając konkurs. W 1996 r. otrzymał zaproszenie do występu w Opéra Bastille w Paryżu. W 1997 roku ukończył  studia w Akademii Muzycznej im. Łysenki we Lwowie, a następnie został zaproszony do Opery Paryskiej, gdzie został śpiewakiem operowym. Przez ostatnie 20 lat mieszkał w Paryżu, jeździł po świecie, podpisując kontrakty z kilkuletnim wyprzedzeniem..
Do roku 2011 był na szczycie swojej branży, zdobywając nagrodę dla najlepszego męskiego wykonawcy na konkursie i festiwalu operowym Armel w Segedynie za wykonanie utworu Toreador z opery Carmen.

## Aktywność publiczna
Na początku lat 90., zaraz po ogłoszeniu niepodległości, Wasyl Slipak i jego brat Orest, w solidarności z osobami o specjalnych potrzebach, byli jednymi z pierwszych, którzy przyłączyli się do ruchu „Vira i Światło”, wspólnoty „Tęczy”, który powstał pod kościołem św. Wołodymyr i Olga we Lwowie.
Przez jakiś czas Wasyl śpiewał w chórze kościoła św. Wołodymyr i Olga, której był parafianem.
W czasie rewolucji godności miał kontrakt w operze — nie mógł przyjechać do Kijowa. Ale wraz z początkiem Euromajdanu kierował ruchem wolontariackim — koordynował akcje publiczne we Francji mające na celu wsparcie Ukrainy. Piosenkarz stał się aktywnym uczestnikiem wszystkiego, co wydarzyło się w diasporze: wspierał paryski Euromajdan, który trwał od 24 listopada 2013 r..
Wasyl Slipak organizował regularne publiczne wykłady dla przedstawicieli środków masowego przekazu, edukacji i polityki, które pomogły w prawdziwym relacjonowaniu wydarzeń na Ukrainie.
Od 2014 roku, po rozpoczęciu rosyjskiej agresji, wielokrotnie organizował publiczne demonstracje w Paryżu..
W celu wyjaśnienia francuskiej publiczności w języku sztuki sytuacji na Ukrainie, a także zebrania pieniędzy na pomoc dzieciom ofiar wojny, 12 lipca 2014 r. wraz z kolegami, znanymi europejskimi śpiewakami operowymi, utworzyła humanitarną organizację non-profit – fundację dzieci „Opera przyjaciele dzieciom”..
21 grudnia 2014 r. wraz z przyjaciółmi upamiętnił poległych żołnierzy Sił Zbrojnych Ukrainy w Paryżu. Niebiesko-żółte wstążki z imionami poległych bohaterów zostały przymocowane do choinki podarowanej przez Moskwę i zainstalowanej naprzeciwko katedry Notre-Dame.. W tym dniu[397] utworzył[358] organizację charytatywną "Fraternité Ukrainienne" ("Braterstwo Ukraińskie"), która nadal pomaga obrońcom Ukrainy..

## Udział w wojnie na wschodniej Ukrainie
Na wojnę po raz pierwszy pojechałem w maju 2015 roku. Przebywałem tam ponad miesiąc. Od razu pojawił się znak wywoławczy „Mit” na cześć Mefistofelesa. Walczył w Pisky w pobliżu lotniska w Doniecku. Brał udział w walkach o Awdijewkę w ramach 1. oddzielnej kompanii szturmowej 7. oddzielnego batalionu Ukraińskiego Korpusu Ochotniczego (Prawy Sektor) — nie z powodu przekonań politycznych, udał się tam, gdzie brano ochotników. Wrócił ranny..
Po raz drugi udał się na front we wrześniu 2015 r. we wsi Vodiane koło Mariupola, na linii frontu i wrócił do Paryża w październiku.
Latem 18 czerwca 2016 r. po raz trzeci udał się do Donbasu, by dostarczyć zebraną pomoc obrońcom-ochotnikom i planował pozostać tam przez sześć miesięcy. Jednak 29 czerwca 2016 r. podczas wykonywania misji bojowej jako strzelec karabinu maszynowego w 1. Kompanii Szturmowej Ochotniczego Korpusu Ukraińskiego „Prawego Sektora” (DUK PS), zginął w bitwie około godziny 6:00., od kuli kalibru 12,7 mm wystrzelonej przez snajpera. Wasyl Slipak uratował braci kosztem własnego życia..
29 czerwca 2016 roku, około godziny 6 rano, Slipak został zabity przez strzał snajperski w pobliżu miejscowości Debalcewo. Życie Slipaka było tematem filmu dokumentalnego Myth.
Prezydent Ukrainy Petro Poroszenko przyznał Slipakowi pośmiertnie tytuł Bohatera Ukrainy.